# Loška Dolina
Loška Dolina (Duits: Laastal; Italiaans: Borgovecchio di Olisa) is een gemeente in het zuiden van Slovenië in de regio Zuid-Primorska.
Loška Dolina telt 3640 inwoners (2002). De zetel van de gemeente is gevestigd in Stari trg pri Ložu. In Loška Dolina ligt het grottencomplex Križna Jama, dat 22 onderaardse meren en meertjes telt.
Bloke · Cerknica · Ilirska Bistrica · Loška Dolina · Pivka · Postojna